# Gunnar Nelson
Gunnar Lúðvík Nelson (Akureyri, 27 de julio de 1988) es un artista marcial mixto islandés que actualmente compite en la categoría de peso wélter en Ultimate Fighting Championship.

## Carrera de artes marciales mixtas

### Ultimate Fighting Championship
Gunnar firmó un contrato de múltiples peleas con la UFC en julio de 2012. Es el primer peleador de Islandia en luchar en la compañía.
Nelson debutó en la UFC contra DaMarques Johnson en un peso acordado de 183 libras. Nelson sometió a Johnson con un rear-naked choke en la primera ronda.
La siguiente pelea de Nelson fue contra Jorge Santiago. Nelson ganó la pelea por decisión unánime.
Se esperaba que Nelson enfrentara a Mike Pyle el 25 de mayo de 2013 en el UFC 160. Sin embargo, Nelson se retiró de la pelea citando una lesión y fue reemplazado por Rick Story.
Un año más tarde Nelson regresó a la UFC y enfrentó a Omari Akhmedov el 8 de marzo de 2014 en el UFC Fight Night 37. Nelson ganó la pelea por sumisión en la primera ronda. La victoria también le valió a Nelson su primer premio a la Actuación de la Noche.
Se esperaba que Nelson enfrentara a Ryan LaFlare el 19 de julio de 2014 en el UFC Fight Night 46. LaFlare sufrió una lesión y fue sustituido por Zak Cummings. Nelson ganó la pelea a través de sumisión. La victoria aseguró a Nelson su segunda Actuación de la Noche.
Nelson se enfrentó a Rick Story el 4 de octubre de 2014 en el evento principal de UFC Fight Night 53. Nelson perdió la pelea por decisión dividida.
Se esperaba que Nelson enfrentara a John Hathaway el 11 de julio de 2015 en el UFC 189. Sin embargo, Hathaway se retiró de la pelea el 23 de junio citando lesión, y fue reemplazado por Brandon Thatch. Nelson ganó la pelea por sumisión en la primera ronda después de derribar a Thatch con un combo de mano izquierda-derecha.
Nelson enfrentó a Demian Maia en el UFC 194. Perdió la pelea por decisión unánime.
Nelson se enfrentó a Albert Tumenov el 8 de mayo de 2016 en el UFC Fight Night 87. Ganó la pelea a través de la sumisión en la segunda ronda, y obtuvo su tercera Actuación de la Noche.
Nelson enfrentó a Alan Jouban el 18 de marzo de 2017 en el UFC Fight Night 107. Después de sacudir a Jouban con un puñetazo, Nelson aseguró una estrangulación de guillotina para ganar por sumisión en la segunda ronda. Fue premiado con la Actuación de la Noche.
Gunnar se enfrentó a Santiago Ponzinibbio el 16 de julio de 2017 en el UFC Fight Night 113. Perdió la pelea por nocaut en la primera ronda. En la conferencia de prensa posterior a la pelea, Gunnar afirmó que Ponzinibbio lo golpeó en el ojo durante uno de los intercambios y le hizo ver doble: "Y realmente debería haber dicho algo porque estaba viendo doble por el resto de la pelea. Él me atrapó con un golpe que realmente no vi". Ponzinibbio desestimó la afirmación de Nelson y dijo:" Fui allí para noquearlo y, gracias a Dios, salió como esperaba, gané por nocaut. Si sucedió (el piquete de ojos), por supuesto que no fue intencional, pero volví a ver el video y no vi nada". Después de la pelea, Gunnar apeló su derrota, ya que el árbitro no pudo detener la pelea. Su apelación fue denegada por la UFC.
Se esperaba que Nelson se enfrentara a Neil Magny el 27 de mayo de 2018 en el UFC Fight Night 130. Sin embargo, el 28 de abril de 2018 se informó que fue retirado del evento debido a una lesión en la rodilla.
Nelson se enfrentó a Alex Oliveira el 8 de diciembre de 2018 en el UFC 231. Ganó la pelea por sumisión en la segunda ronda.
Nelson se enfrentó a Leon Edwards el 16 de marzo de 2019 en el UFC Fight Night 147. Perdió la pelea por decisión dividida.
Nelson se enfrentó el 28 de septiembre de 2019 a Gilbert Burns en el UFC on ESPN +18 en Copenhague. perdió el combate por decisión unánime.
Nelson se enfrentó 19 de marzo de 2022 en Londres a Takashi Sato en el UFC Fight Night: Vólkov vs. Aspinall. Ganó el combate por decisión unánime.

## Récord en artes marciales mixtas
| Resultado | Récord | Oponente             | Método                      | Evento                                    | Fecha                    | Ronda | Tiempo | Localización      | Notas                  |
| --------- | ------ | -------------------- | --------------------------- | ----------------------------------------- | ------------------------ | ----- | ------ | ----------------- | ---------------------- |
| Derrota   | 19-6-1 | Kevin Holland        | Decisión (unánime)          | UFC Fight Night: Edwards vs. Brady        | 22 de marzo de 2025      | 3     | 5:00   | Londres           |                        |
| Victoria  | 19-5-1 | Bryan Barberena      | Sumisión (Armbar)           | UFC 286                                   | 18 de marzo de 2023      | 1     | 4:51   | Londres           | Actuación de la Noche. |
| Victoria  | 18-5-1 | Takashi Sato         | Decisión (unánime)          | UFC Fight Night: Vólkov vs. Aspinall.     | 19 de marzo de 2022      | 3     | 5:00   | Londres           |                        |
| Derrota   | 17–5–1 | Gilbert Burns        | Decisión (unánime)          | UFC Fight Night: Hermansson vs. Cannonier | 28 de septiembre de 2019 | 3     | 5:00   | Copenhague        |                        |
| Derrota   | 17–4–1 | Leon Edwards         | Decisión (dividida)         | UFC Fight Night: Till vs. Masvidal        | 16 de marzo de 2019      | 3     | 5:00   | Londres           |                        |
| Victoria  | 17–3–1 | Alex Oliveira        | Sumisión (rear-naked choke) | UFC 231                                   | 8 de diciembre de 2018   | 2     | 4:17   | Toronto, Ontario  |                        |
| Derrota   | 16–3–1 | Santiago Ponzinibbio | KO (golpes)                 | UFC Fight Night: Nelson vs. Ponzinibbio   | 16 de julio de 2017      | 1     | 1:22   | Glasgow           |                        |
| Victoria  | 16–2–1 | Alan Jouban          | Sumisión (guillotine choke) | UFC Fight Night: Manuwa vs. Anderson      | 18 de marzo de 2017      | 2     | 0:46   | Londres           | Actuación de la Noche. |
| Victoria  | 15–2–1 | Albert Tumenov       | Sumisión (rear naked choke) | UFC Fight Night: Overeem vs. Arlovski     | 8 de mayo de 2016        | 2     | 3:15   | Róterdam          | Actuación de la Noche. |
| Derrota   | 14–2–1 | Demian Maia          | Decisión (unánime)          | UFC 194                                   | 12 de diciembre de 2015  | 3     | 5:00   | Las Vegas, Nevada |                        |
| Victoria  | 14–1–1 | Brandon Thatch       | Sumisión (rear naked choke) | UFC 189                                   | 11 de julio de 2015      | 1     | 2:54   | Las Vegas, Nevada |                        |
| Derrota   | 13–1-1 | Rick Story           | Decisión (dividida)         | UFC Fight Night: Nelson vs. Story         | 4 de octubre de 2014     | 5     | 5:00   | Estocolmo         |                        |
| Victoria  | 13–0–1 | Zak Cummings         | Sumisión (rear naked choke) | UFC Fight Night: McGregor vs. Brandao     | 19 de julio de 2014      | 2     | 4:48   | Dublín            | Actuación de la Noche. |
| Victoria  | 12–0–1 | Omari Akhmedov       | Sumisión (guillotine choke) | UFC Fight Night: Gustafsson vs. Manuwa    | 8 de marzo de 2014       | 1     | 4:36   | Londres           | Actuación de la Noche. |
| Victoria  | 11–0–1 | Jorge Santiago       | Decisión (unánime)          | UFC on Fuel TV: Barao vs. McDonald        | 16 de febrero de 2013    | 3     | 5:00   | Londres           |                        |
| Victoria  | 10–0–1 | DaMarques Johnson    | Sumisión (rear naked choke) | UFC on Fuel TV: Struve vs. Miocic         | 29 de septiembre de 2012 | 1     | 3:34   | Nottingham        |                        |
| Victoria  | 9–0–1  | Alexander Butenko    | Sumisión (armbar)           | Cage Contender XII                        | 25 de febrero de 2012    | 1     | 4:21   | Dublín            |                        |
| Victoria  | 8–0–1  | Eugene Fadiora       | Sumisión (neck crank)       | BAMMA 4                                   | 25 de septiembre de 2010 | 1     | 3:51   | Birmingham        |                        |
| Victoria  | 7–0–1  | Danny Mitchell       | Sumisión (rear naked choke) | Cage Contender VI                         | 28 de agosto de 2010     | 1     | 2:51   | Mánchester        |                        |
| Victoria  | 6–0–1  | Sam Elsdon           | Sumisión (rear naked choke) | BAMMA 2                                   | 13 de febrero de 2010    | 1     | 2:30   | Londres           |                        |
| Victoria  | 5–0–1  | Iran Mascarenhas     | KO (golpe)                  | Adrenaline 3: Evolution                   | 6 de septiembre de 2008  | 2     | 3:22   | Copenhague        |                        |
| Victoria  | 4–0–1  | Barry Mairs          | TKO (golpes)                | Angrrr Management 14: Ready for War       | 9 de diciembre de 2007   | 1     | 3:38   | Londres           |                        |
| Victoria  | 3–0–1  | Niek Tromp           | Sumisión (golpes)           | Cage of Truth 1: Battle on the Bay        | 24 de noviembre de 2007  | 1     | 1:50   | Dublín            |                        |
| Victoria  | 2–0–1  | Adam Slawinski       | TKO (golpes)                | Ultimate Fighting Revolution 10           | 6 de octubre de 2010     | 1     | 2:30   | Galway            |                        |
| Victoria  | 1–0–1  | Driss El Bakara      | Sumisión (armbar)           | Cage Rage Contenders: Dynamite            | 29 de septiembre de 2007 | 1     | 3:46   | Dublín            |                        |
| Empate    | 0–0–1  | John Olesen          | Empate (dividido)           | Adrenaline Sports tournament              | 5 de mayo de 2007        | 3     | 5:00   | Copenhague        |                        |